# Wikingerschiffsgräber von Salme
Koordinaten: 58° 10′ 3″ N, 22° 15′ 1,6″ O
Die Wikingerschiffsgräber von Salme (estnisch Salme laevmatused) wurden ab 2008 beim Isthmus von Läätsa nahe Salme (Landgemeinde Saaremaa) auf Saaremaa (Ösel), der größten estnischen Insel, entdeckt.
Das in Klinkerbauweise gebaute Schiff Salme 1 barg die Überreste von sieben vermutlich männlichen Personen. Das später gefundene Salme 2 barg 33 Tote. Der erste frühgeschichtliche Schiffsfund in der östlichen Ostsee wird vorläufig auf etwa 700 bis 750 n. Chr. datiert, Jahrzehnte vor dem offiziellen Beginn der Wikingerzeit.

## Lage

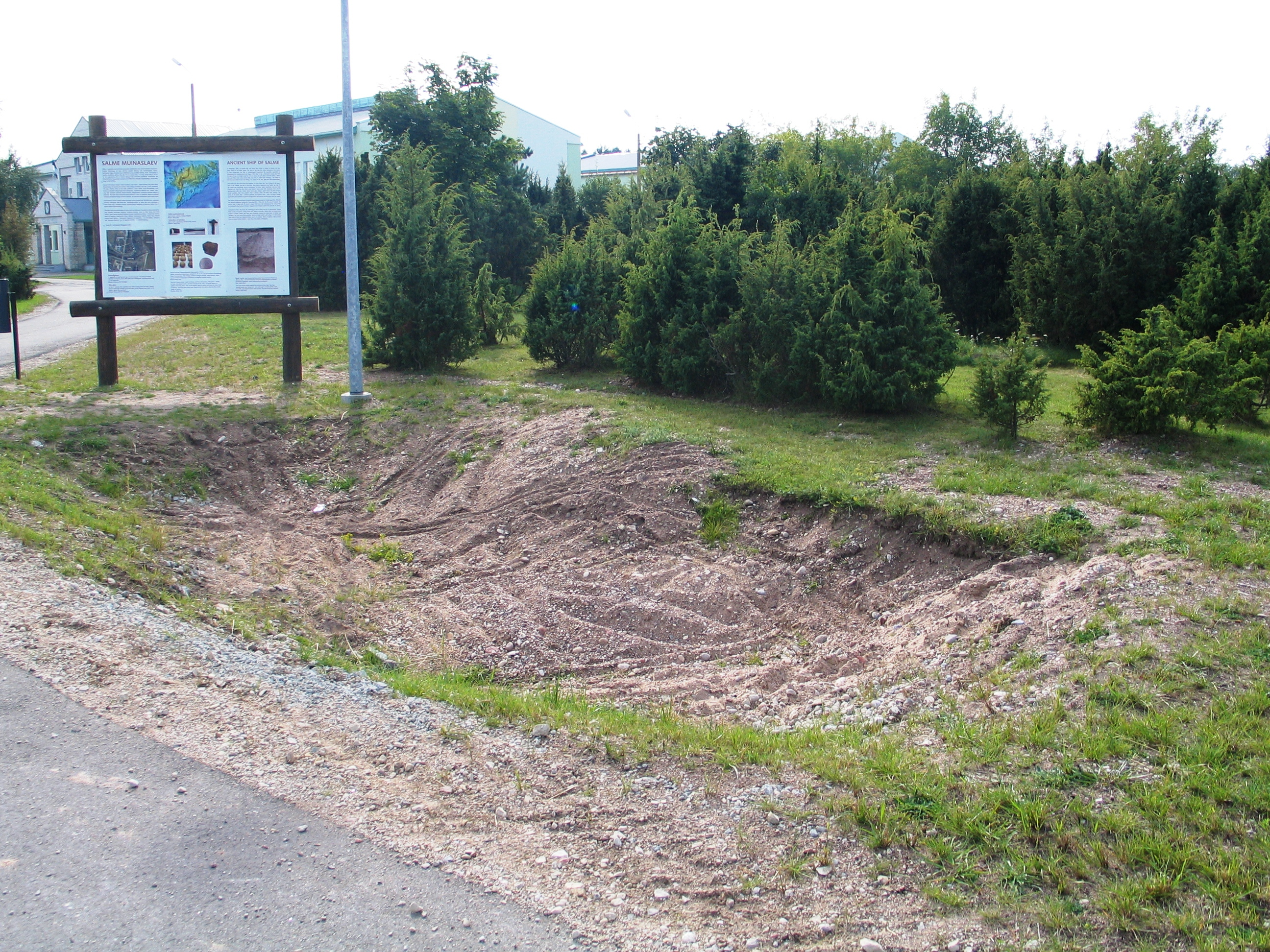
Fundort

Die ersten Knochen und Überreste des Salmeschiffs wurden zufällig beim Straßenbau entdeckt. Die archäologische Ausgrabung erfolgte einen Monat später. Das Schiffsgrab lag nahe der einstigen Küstenlinie, nur etwa 1,5 m über dem damaligen Meeresspiegel. Es liegt heute vier Meter über dem Wasser und 230 m von der Küste entfernt. Nur wenige seiner Holzteile blieben erhalten. Ein Teil des Schiffes wurde bei der Verlegung elektrischer Kabel zerstört. Die Position des Schiffes wird durch Reihen eiserner Nieten im Sand markiert.

## Salme 1

### Schiffsbeschreibung
Unter Bezug auf die erhaltenen Schiffsteile konnte die ursprüngliche Länge mit 11,5 m, die Breite mit zwei Metern und die Tiefe mit 75 cm ermittelt werden. Seine wichtigsten Elemente waren aus Kiefernholz gefertigt. Das Schiff hatte acht wahrscheinlich mit Fasermaterial verbundene Spanten. Die 30 cm breiten Bretter waren mit nur 15 mm extrem dünn. Wahrscheinlich wurde Salme 1 mittels sechs Riemenpaaren gerudert, aber noch nicht gesegelt. Die Schiffsform ist charakteristisch für Schiffe, die schnell, leicht und wendig waren. Es ist ein Beispiel für die frühe Schiffsbautechnologie im Ostseeraum.

### Funde

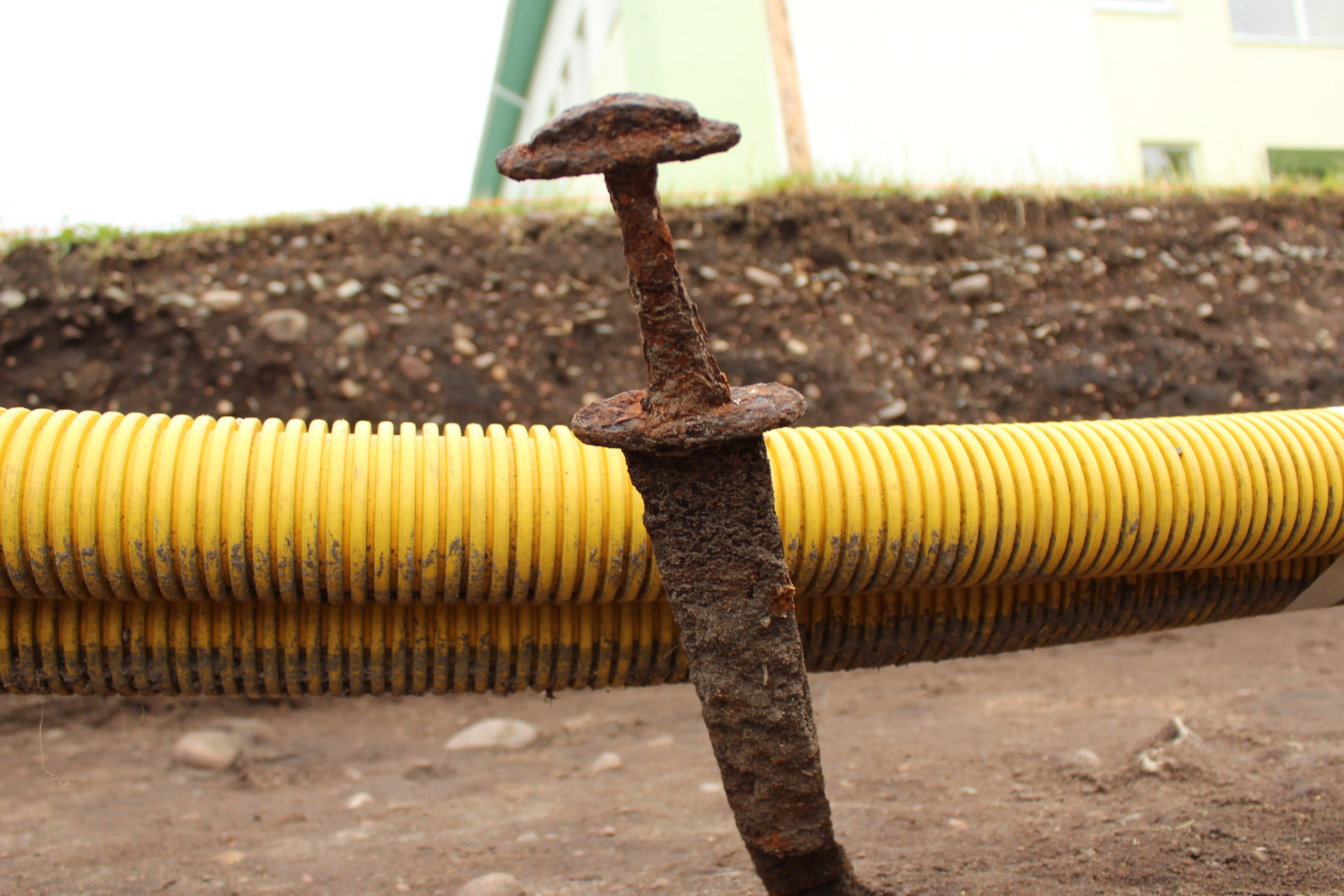
Ein Schwert aus dem 8. Jahrhundert. Bootsgrab in Salme auf der Insel Saaremaa

Die Überreste von sieben Männern im Alter von 18 bis 45 Jahren wurden zusammen mit den Fragmenten ihrer Waffen gefunden. Darunter waren Schwerter, zwei Speerspitzen und sechs Pfeilspitzen. Die kleineren Objekte bestanden aus einer kleinen Axt, 18 Messern, acht Schleifsteinen und einem verzierten Knochenkamm. 71 Spielsteine aus Knochen bzw. Geweih und drei Würfel sind auch von Interesse. Während die menschlichen Überreste im Heck lagen, hatte man im Bug Schafe und Rinder niedergelegt. Das Schiff enthielt nur den Rumpf der Tiere, Bein- oder Schädelfragmente wurden nicht gefunden. Das Schiff zwischen 650 und 700 gebaut. Die Archäologen nehmen an, dass die Männer zwischen 700 und 750 n. Chr. fielen.

## Salme 2

### Schiffsbeschreibung
Jüri Peets entdeckte nur 30 Meter entfernt ein zweites Schiff, das den Namen Salme 2 bekam und 2012 ausgegraben wurde. Aus den Holzresten schloss er, dass dieses einen Kiel besaß. Ein solcher ist notwendig, um ein Schiff zu segeln. In der Mitte von Salme 2 entdeckte er einen Haufen Eisen und Holz. Dazu passten Spuren von Stoff, die er aus der Erde barg. Stimmt seine Vermutung, dann nutzen die Wikinger bereits etwa ein Jahrhundert vor dem Überfall auf das Kloster Lindisfarne, der als Beginn der Wikingerzeit gilt, den Wind, um das Meer zu überqueren. Das Kvalsund-Schiff aus der Zeit um 700 n. Chr. hätte mit seinem ausgeprägten Kiel schon gesegelt werden können, aber es fehlte jeder Hinweis auf einen Mast. Das um 820, also in der „Wikingerzeit“ (800–1050 n. Chr.), gebaute Oseberg-Schiff war eindeutig mit einer Beseglung versehen und galt bisher als ältestes Segelschiff der Wikinger, diese Zuweisung würde auf das 15 m lange Schiff im Grønhaug in Norwegen oder auf Salme 2 übergehen, sofern sich seine Datierung als korrekt erweist.

### Funde
Das 16,3 m lange und etwa drei Meter breite Schiff war besser als seine kleine Schwester Salme 1 und die Mannschaft scheint einen höheren Status gehabt zu haben. Die 33 Toten der Salme 2 waren in Reihen geschichtet – je vier übereinander. Ihre durchschnittliche Körpergröße von über 1,80 m lässt auf besonders ausgesuchte hochgewachsene Männer schließen. Ihre Beigaben waren reicher als in Salme 1: Waffen, Kämme aus Elchgeweih und Tieropfer begleiteten sie. Die Ausgräber fanden Knochen von Schafen, Schweinen, Kühen, Hunden und sogar eines Habichts. Zum Schluss bedeckte man die Toten mit ihren Schilden.
Reiche Bestattungen in Schiffen sind auch aus späterer Zeit bekannt. Aber stets waren es Einzelne, die ihre letzte Ruhe in einem Schiff fanden – oder zumindest war ein Individuum deutlich höher gestellt als die anderen. Hier haben wir es mit einem kollektiven Begräbnis zu tun – einer Vorform der Schiffsbestattungen. Gleichberechtigt waren die Toten von Salme 2 nicht. Während die unten liegenden einfache Eisenklingen als Waffen trugen, waren die oben liegenden mit doppelschneidigen Schwertern mit verzierten Griffen ausgestattet. Das bemerkenswerteste davon trägt Juwelen am Griff. Es lag neben einem Mann, dem eine Schachfigur aus Walross-Elfenbein im Mund steckte.
Wahrscheinlich war es eine Schlacht, die zwischen 700 und 750 n. Chr. in der Vorwikingerzeit ihr Leben beendete. Fünf der Toten tragen Wunden, die nicht verheilten – also todesursächlich waren. Wahrscheinlich waren es überlebende Kameraden, die ihnen die letzte Ehre erwiesen. Eine skandinavische Sage berichtet von dem schwedischen König Yngvar, der in Estland fiel. „Die Männer Estlands kamen aus dem Landesinneren mit einer großen Armee, und es gab eine Schlacht; aber die Armee des Landes war so tapfer, dass die Schweden ihr nicht standhalten konnten, und König Yngvar fiel und seine Männer flohen“, heißt es. Die Versuchung ist groß, in dem Toten mit der Schachfigur Yngvar zu vermuten – doch archäologisch lässt sich das nicht beweisen. Die Funde zeigen jedoch, dass sich Ereignisse, wie die in der Sage beschriebenen, tatsächlich zugetragen haben.

## Bewertung
Verglichen mit skandinavischen Bootsgräbern aus der Vendel- und der Wikingerzeit weisen Salme 1 und 2 einige Eigentümlichkeiten auf. Der offensichtlichste Unterschied ist das Fehlen des Grabhügels. Während die Bootsgräber Skandinaviens innerhalb von Hügeln liegen, lagen die Salmeschiffe im Sediment und waren auch damit gefüllt. Eine weitere Besonderheit ist die große Zahl von Bestatteten. Die anderen Bootsgräber enthalten in der Regel die Überreste eines einzigen Menschen von vermutlich hohem sozialem Rang. In seltenen Fällen waren es zwei (Oseberg-Schiff) oder drei (Bootkammergrab von Haithabu). Die Salmeschiffe mit ihren sieben bzw. 33 Körpern sind daher eine absolute Ausnahme. Keine der traditionellen Grabbeigaben oder Schmuck begleiten die Toten. Keramik, in der Regel häufig in Gräbern, ist ebenfalls nicht vorhanden. Daher können die Salmeschiffe nicht als typisches Bootsbegräbnis gelten. In schriftlichen Quellen wird diese Form der Bestattung jedoch für in der Ferne gefallene Krieger erwähnt. Die Ereignisse, die dazu führten, dass das Schiff mit einem Teil der Mannschaft und Gerät am Strand vergraben wurde, sind völlig unklar.

## Parallelen
Das Wrack eines Schiffs des 9. oder 10. Jahrhunderts wurde 1997 in der Dalnajabucht nahe Wyborg, Russland gefunden. Abschnitte des unteren Teils des Rumpfes und ein langes Stück des Kiels sind gut erhalten. Die Bretter waren mit eisernen Nägeln, hölzernen Pflöcken und teerhaltigen Seilen befestigt. Die Struktur des Dalnaja-Schiffes legt nahe, dass es älter als das Gokstad-Schiff ist.
Im gleichen Jahr wurde auf dem Bauernhof Stein in Hole bei Ringerike in Norwegen ein weiteres Schiffsgrab in einem Hügel entdeckt. Der Hügel kann das Begräbnis von Halvdan Svarte (dem Schwarzen) enthalten, der nach skandinavischen Sagen, der Vater von Norwegens erstem König, Harald Schönhaar war. Die Heimskringla, eine Geschichte der Könige von Norwegen von Snorri Sturlason (1179–1241) geschrieben, erzählt, dass etwa 860–870 Halvdan und sein Gefolge von einem Fest in Hadeland über den zugefrorenen Randsfjord gingen. Das Eis brach und Halvdan und viele mit ihm ertranken. Sein Körper wurde in vier Teile geteilt, der Kopf wurde in einem Hügel bei Stein und die drei anderen Teile in Hügeln anderer Bezirke beigesetzt. Ein weiterer Bericht, der wahrscheinlich 50 Jahre vor der Heimskringla geschrieben wurde, besagt, dass Halvdans gesamter Körper bei Stein in Ringerike begraben wurde. Erste Tests zeigen, dass der Hügel zwischen 800 und 900 n. Chr. entstand, was im Einklang mit dem vermeintlichen Tod Halvdans steht.

## Dokumentarfilme
- Krieger im Schiffsgrab. (= Die Wikinger – Fakten und Legenden. Folge 2). 44 Min. Ein Film von Jeremy Freeston. Vereinigtes Königreich 2018.[2][3]